# Janówki (polany)
Janówki (słow. Janovky) – trzy polany w Dolinie Zadnich Koperszadów w słowackich Tatrach Bielskich. Dwie z nich znajdują się w Janowym Żlebie na wysokości 1420-1440 m, około kilkadziesiąt metrów na wschód od dna Janowego Potoku. Są to niewielkie polanki oddzielone wąskim pasem lasu. Po zachodniej stronie żlebu i nieco powyżej, znajduje się trzecia polanka. Na skraju polanek ustawiono paśnik, a w jego pobliżu wygodną strzelnicę. Jest to teren ochrony ścisłej, dla turystów zamknięty, ale dla myśliwych – jak widać, jak najbardziej dostępny. Ustawianie strzelnic i ambon obok paśników dla dzikiej zwierzyny w Tatrach Bielskich jest normą.
Poniżej polanek znajduje się węzeł nieznakowanych ścieżek. Dochodzi tu ścieżka z Zadniej Koperszadzkiej Pastwy, ze środkowej części Zadnich Koperszadów oraz dwie z Polany pod Muraniem przez dolną i środkową część Stefanowego Działu.